# Nicolas Majerus
Pour les articles homonymes, voir Majerus.
Nicolas Majerus, né le 15 novembre 1982, est un rameur d'aviron français formé à la Société Nautique de Bayonne.

## Palmarès

### Championnats du monde
- 2003 à Milan
  -  Médaille de bronze en huit poids légers
- 2004 à Banyoles
  -  Médaille d'or en huit poids légers
- 2005 à Kaizu
  -  Médaille d'or en quatre avec barreur